# 維拉科略山 (秘魯)
16°59′30″S 70°23′55″W / 16.99167°S 70.39861°W
維拉科略山（Huilacollo），是秘魯的山峰，位於該國南部塔克納大區的坎達拉韋省，屬於安第斯山脈的一部分，處於薩利亞哈克山西南面和薩利亞哈克山以東，海拔高度約5,000米。